# Pulau Batuata
Pulau Batuata är en ö i Indonesien.   Den ligger i provinsen Sulawesi Tenggara, i den centrala delen av landet, 1 800 km öster om huvudstaden Jakarta. Arean är 9,0 kvadratkilometer.
Terrängen på Pulau Batuata är platt. Öns högsta punkt är 198 meter över havet. Den sträcker sig 3,9 kilometer i nord-sydlig riktning, och 6,7 kilometer i öst-västlig riktning.